# Železniční nehoda v Podivíně
Železniční nehoda v Podivíně byla srážka rychlíku a autobusu ČSAD na železničním přejezdu v Podivíně na Břeclavsku, ke které došlo 21. prosince 1950. Zemřelo při ní 34 lidí a dalších 56 lidí bylo zraněno. Autobus jel z Podivína do Velkých Bílovic, na přejezdu se v 16.30 hod. střetl s rychlíkem č. 25 jedoucím z Bratislavy do Brna. Podle přímé účastnice nehody byl autobus před blížícími se vánočními svátky plný cestujících.

## Nehoda a následky
Autobus ČSAD zastavil před železničním přejezdem se závorami, které byly stažené dolů kvůli osobnímu vlaku č. 708 a posunovací soupravě pohybující se v prostoru stavědla č. 1. Když tyto přejely, signalista závory zvedl, přestože se k přejezdu v tu chvíli blížil ještě jiný vlak, a to rychlík č. 25. Autobus vjel po zvednutí závor na železniční přejezd směrem od Podivína, zároveň s protijedoucím nákladním automobilem ve směru k Podivínu. Řidič autobusu snížil rychlost a uvolnil průjezd nákladnímu vozu, který ještě stihl včas opustit prostor. Následně došlo ke střetu přední části autobusu a rychlíku č. 25 v plné rychlosti, náraz autobus otočil a byl vlečen asi 15 m směrem ke stanici. Ve vzdálenosti asi 80 metrů od přejezdu ještě došlo k vykolejení lokomotivy vlakové soupravy.
Představitelé tehdejšího politického režimu nikdy nezveřejnili přesný počet obětí, neoficiální zdroje mluvily o 45 mrtvých. V „Úřední zprávě o železničním neštěstí u Podivína“ z 22. 12. 1950 se uvádí: „Neštěstí si vyžádalo smrt 30 osob. Je pravděpodobné, že se tento počet o tři nebo čtyři osoby zvýší, až budou tělesné pozůstatky z trosek zcela vyproštěny. Zraněno bylo 56 osob, některé z nich velmi těžce.“ 
Na Štědrý den roku 1950 se na náměstí v Podivíně konal státní pohřeb, na který přišlo přes 5000 lidí. Mezi nimi byla též vládní delegace s ministry či pražský primátor Václav Vacek. Náměstek předsedy vlády Zdeněk Fierlinger prohlásil mimo jiné:
| „ | Připadá mi smutný úkol, abych jménem prezidenta republiky Klementa Gottwalda a jménem vlády vyjádřil hluboký zármutek a upřímnou soustrast všem pozůstalým. Bol a žal s pozůstalými sdílí všechen náš lid. | “ |

Signalista, který zvedl závory, byl odsouzen k pěti letům vězení, což byl podle tehdejších zákonů nejvyšší možný trest. Po třech letech strávených ve vězení zemřel.

## Památník
V roce 2020 byl na místě nehody postaven památník ve tvaru výstražného kříže připomínající toto neštěstí.